# Brian Stepanek
Brian Stepanek (Cleveland, Ohio, 1971. február 6. – ) amerikai színész.
Legismertebb szerepe Tom Harper a Nicky, Ricky, Dicky és Dawn (2014–2018) című Nickelodeon-sorozatban. A Zack és Cody élete epizódjaiban Arwin Hawkhausert alakította.

## Fiatalkora
Clevelandben született és nőtt fel. 1985 és 1989 között a Gilmour Akadémián tanult, majd a Syracuse Egyetem hallgatója lett.

## Pályafutása
2005 és 2008 között a Zack és Cody élete című sorozatban Arwin Q. Hochauser, a szerencsétlen feltalálót alakította. 2008-ban a Volt című filmben szinkronizált. Saját sorozata is volt, a Brian O’Brian című rövidfilmsorozat, amelyet eredetileg 2008-ban sugároztak. A Csirke kabala módra című 2009-es Disney-filmben Mackey kosáredző szerepét játszotta.
2014 és 2018 között a Nicky, Ricky, Dicky és Dawn sorozatban Tom Harpert formálta meg. 2015-ben a Végre otthon! című filmben szinkronizált.

## Magánélete
2002 óta Parisa Stepanek férje, három gyermekük született.

## Filmográfia

### Film
| Év   | Magyar cím                                      | Eredeti cím                             | Szerep                           | Magyar hang      |
| ---- | ----------------------------------------------- | --------------------------------------- | -------------------------------- | ---------------- |
| 2002 | Már megint péntek                               | Friday After Next                       | Rendőr                           | Imre István      |
| 2005 | A sziget                                        | The Island                              | Gandu 3 Echo                     | Láng Balázs      |
| 2006 | Malac a pácban                                  | Charlotte's Web                         | juhcsoport (hangja)              |                  |
| 2006 | Túl a sövényen                                  | Over the Hedge                          | Nugent, a kutya (hangja)         | Magyar Attila    |
| 2007 | Transformers                                    | Transformers                            | 7-es szektor ügynöke             |                  |
| 2008 | Volt                                            | Bolt                                    | Martin (hangja)                  | Rudas István     |
| 2008 | Démontanya – Avagy ki engedte ki a szellemeket? | Mostly Ghostly: Who Let the Ghosts Out? | Phears                           | Epres Attila     |
| 2011 |                                                 | Monster Mutt                            | Dr. Victor Lloyd                 |                  |
| 2011 | Gazdátlanul Mexikóban 2.                        | Beverly Hills Chihuahua 2               | Mr. Kroop                        | Czvetkó Sándor   |
| 2013 | Pain & Gain                                     | Pain & Gain                             | Brad McCallister                 | Harmath Imre     |
| 2014 | Hull a pelyhes 2.                               | Jingle All the Way 2                    | Victor Baxter                    | Bozsó Péter      |
| 2014 | Kis gézengúzok nagy napja                       | The Little Rascals Save The Day         | Sergio                           | Seszták Szabolcs |
| 2015 | Végre otthon!                                   | Home                                    | Gorg parancsnok / Boovs (hangja) |                  |
| 2016 | LBJ                                             | LBJ                                     | Rufus Youngblood                 | Maday Gábor      |
| 2018 | Diána és Vilma                                  | Daphne & Velma                          | Nedley Blake                     | Epres Attila     |
| 2018 | Zöld könyv – Útmutató az élethez                | Green Book                              | Graham Kindell                   | Király Adrián    |
| 2021 | A Lármás család: A film                         | The Loud House Movie                    | idősebb Lármás Lynn (hangja)     | Holl Nándor      |

### Televízió
| Év        | Magyar cím                             | Eredeti cím                        | Szerep                                    | Megjegyzések                                                         |
| --------- | -------------------------------------- | ---------------------------------- | ----------------------------------------- | -------------------------------------------------------------------- |
| 2000      | Az elnök emberei                       | The West Wing                      | szenátor segítője                         | 1 epizód                                                             |
| 2002      | Tesóm nyakán                           | What I Like About You              | Lowell                                    | 1 epizód                                                             |
| 2002      | JAG – Becsületbeli ügyek               | JAG                                | Murtaugh hadnagy                          | 1 epizód                                                             |
| 2002      |                                        | The Drew Carey Show                | Bob                                       | 1 epizód                                                             |
| 2003      | Már megint Malcolm                     | Malcolm in the Middle              | Stan                                      | 1 epizód                                                             |
| 2003      | Sírhant művek                          | Six Feet Under                     | Alex Graham                               | 1 epizód                                                             |
| 2004–2005 |                                        | Father of the Pride                | Roger (hangja)                            | visszatérő szereplő                                                  |
| 2005–2008 | Zack és Cody élete                     | The Suite Life of Zack & Cody      | Arwin Hawkhauser                          | visszatérő szereplő (27 epizód) magyar hangja Breyer Zoltán[forrás?] |
| 2006–2008 |                                        | Disney Channel Games               | önmaga                                    | műsorvezető                                                          |
| 2007      | Kim Possible                           | Kim Possible                       | Mathter (hangja)                          | 1 epizód                                                             |
| 2008      | Szombaték titkos világa                | The Secret Saturdays               | Y ügynök (hangja)                         | 1 epizód                                                             |
| 2008      | Brian O’Brian                          | Brian O’Brian                      | Brian                                     | megalkotó és főszereplő                                              |
| 2008–2011 | Zack és Cody a fedélzeten              | The Suite Life on Deck             | Arwin Hawkhauser / Milos                  | 3 epizód                                                             |
| 2009      | Csirke kabala módra                    | Hatching Pete                      | Mackey edző                               | tévéfilm magyar hangja Maday Gábor                                   |
| 2009      | Phineas és Ferb                        | Phineas and Ferb                   | Mgillicuty professzor (hangja)            | 2 epizód                                                             |
| 2010–2012 | Kick Buttowski: A külvárosi fenegyerek | Kick Buttowski: Suburban Daredevil | Harold Buttowski (hangja)                 | visszatérő szereplő magyar hangja Katona Zoltán[forrás?]             |
| 2011      | Mr. Young                              | Mr. Young                          | professzor                                | 3 epizód                                                             |
| 2012      | A Madagaszkár pingvinjei               | The Penguins of Madagascar         | Dode (hangja)                             | 1 epizód                                                             |
| 2012–2013 | Két pasi – meg egy kicsi               | Two and a Half Men                 | Arthur                                    | 2 epizód                                                             |
| 2013      | Eszementek                             | The Crazy Ones                     | Phil                                      | 1 epizód                                                             |
| 2014      | Jessie                                 | Jessie                             | Mr. Collinsworth                          | 1 epizód                                                             |
| 2014      | Mixelek                                | Mixelek                            | Magnifo (hangja)                          | 1 epizód                                                             |
| 2014      | Anyák gyöngye                          | Mom                                | Fred                                      | 1 epizód                                                             |
| 2014–2015 | A Hathaway kísértetlak                 | The Haunted Hathaways              | GooseBump rendőrtiszt                     | 3 epizód                                                             |
| 2014–2018 | Nicky, Ricky, Dicky és Dawn            | Nicky, Ricky, Dicky & Dawn         | Tom Harper                                | főszereplő magyar hangja Széles Tamás[forrás?]                       |
| 2016      | A semmi közepén                        | The Middle                         | Merv                                      | 1 epizód                                                             |
| 2016–     | A Lármás család                        | The Loud House                     | idősebb Lármás Lynn (hang)                | főszereplő magyar hangja Holl Nándor[forrás?]                        |
| 2017      |                                        | Longmire                           | Jay Purcell                               | 1 epizód                                                             |
| 2017–     | Az ifjú Sheldon                        | Young Sheldon                      | Mr. Givens                                | visszatérő szereplő magyar hangja Fazekas István                     |
| 2018      | A Thunderman család                    | The Thundermans                    | Meteor professzor                         | 1 epizód                                                             |
| 2019      |                                        | I'm Sorry                          | Mr. Castellotti                           | 4 epizód                                                             |
| 2019      |                                        | For All Mankind                    | Shorty Powers                             | 2 epizód                                                             |
| 2019–2020 | Kaylie csapata                         | Team Kaylie                        | Stevie rendőrtiszt                        | 4 epizód                                                             |
| 2020      |                                        | Outmatched                         | Mr. Turpel                                | 1 epizód                                                             |
| 2020      | NCIS                                   | NCIS                               | Chunk                                     | 1 epizód                                                             |
| 2020–2022 | A Casagrande család                    | The Casagrandes                    | Idősebb Lármás Lynn / TV bemondó (hangja) | 3 epizód Lynn magyar hangja Király Adrián[forrás?]                   |
| 2021      | Karácsony a Lármás házban              | A Loud House Christmas             | Idősebb Lármás Lynn                       | tévéfilm                                                             |
| 2022      |                                        | The Really Loud House              | Idősebb Lármás Lynn / Todd (hangja)       | főszereplő                                                           |
| 2023      |                                        | A Really Haunted Loud House        | Idősebb Lármás Lynn / Todd (hangja)       | tévéfilm                                                             |